# 3. februar
3. februar je 34. dan leta v gregorijanskem koledarju. Ostaja še 331 dni (332 v prestopnih letih).

## Dogodki
- 1601 – zadušen upor uskokov v Senju
- 1813 – vojska Joséja de San Martína v bitki pri San Lorenzu porazi španske enote pod poveljstvom Joséja Zavale
- 1830 – podpis Londonskih protokolov, ki Grčiji zagotovijo neodvisnost
- 1916 – v züriškem kabaretu Voltaire predstavljen dadaizem
- 1920 – Antanta zahteva sojenje 890 nemškim vojaškim osebam
- 1958 – podpisan je sporazum o ustanovitvi gospodarske zveze Beneluks
- 1966 – Luna 9 kot prvi izdelek človeških rok uspešno pristane na Luni
- 1993 – vpis Sečoveljskih solin med mokrišča mednarodnega pomena (Ramsarsko mokrišče)
- 1995 – Astronavtka Eileen Collins postane prva ženska kapitanka Space Shutlla.
- 1998 – letalo vojne mornarice ZDA pretrga nosilno pletenico gondolske žičnice na gori Cervis (Dolomiti) in povzroči smrti 19 smučarjev in upravljalca gondole

## Rojstva
- 1192 – Godžong, korejski kralj († 1259)
- 1328 – Eleanora Portugalska, aragonska kraljica († 1348)
- 1338 – Ivana Burbonska, francoska kraljica († 1378)
- 1735 – Ignacy Krasicki, poljski pesnik († 1801)
- 1736 – Johann Georg Albrechtsberger, avstrijski skladatelj, organist († 1809)
- 1758 – Valentin Vodnik, slovenski duhovnik, pesnik, urednik († 1819)
- 1772 – Jean-Étienne-Dominique Esquirol, francoski psihiater († 1840)
- 1809 – Jacob Ludwig Felix Mendelssohn-Bartholdy, nemški skladatelj judovskega rodu († 1847)
- 1845 – Karel Glaser, slovenski književni zgodovinar, indolog († 1913)
- 1857 – Wilhelm Ludvig Johannsen, danski botanik († 1927)
- 1859 – Hugo Junkers, nemški inženir, izumitelj († 1935)
- 1872 – Goce Nikolov Delčev, makedonski revolucionar († 1903)
- 1874 – Gertrude Stein, ameriška pisateljica († 1946)
- 1885 – Tanabe Hadžime, japonski sodobni filozof († 1962)
- 1887 – Higašikuni Naruhiko, japonski princ, poveljnik († 1990)
- 1889 – Carl Theodor Dreyer, danski filmski režiser († 1968)
- 1889 – Risto Ryti, finski politik († 1956)
- 1893 – Gaston Maurice Julia, francoski matematik († 1978)
- 1909 – Simone Weil, francoska filozofinja judovskega rodu, krščanska mistikinja in socialna aktivistka († 1943)
- 1923 – Mitja Vošnjak, slovenski politik, urednik, diplomat in pisatelj († 2003)
- 1935 – Johnny »Guitar« Watson, ameriški bluesovski kitarist, pevec († 1996)
- 1939 – Michael Cimino, ameriški filmski režiser
- 1947 – Maurizio Micheli, italijanski igralec, komik, režiser in kabaretist
- 1950 – Morgan Fairchild, ameriška filmska igralka
- 1953 – Bojan Prašnikar, slovenski nogometaš in trener

## Smrti
- 1014 – Sven I. Vilobradi, danski in angleški kralj
- 1116 – Koloman, madžarski kralj (* 1070)
- 1161 – Inge III., norveški kralj (* 1135)
- 1252 – Svjatoslav III., vladimirski veliki knez (* 1196)
- 1327 – Henrik Habsburški, avstrijski vojvoda (* 1299)
- 1290 – Henrik XIII. Wittelsbaški, bavarski vojvoda (* 1235)
- 1399 – John Gaunt, angleški princ, 1. vojvoda Lancaster, akvitanski vojvoda (* 1340)
- 1437 – Niccolò de' Niccoli, italijanski humanist (* 1364)
- 1468 – Johannes Gensfleisch zur Laden zum Gutenberg, nemški tiskar (* okoli 1398)
- 1520 – Sten Sture Mlajši, švedski regent (* 1493)
- 1820 – Gia Long, vietnamski cesar (možen datum smrti tudi 25. januar) (* 1762)
- 1862 – Jean-Baptiste Biot, francoski fizik, astronom, matematik (* 1774)
- 1880 – Jernej Dolžan, slovenski duhovnik, pisatelj in narodni buditelj († 1815)
- 1890 – Christoph Hendrik Diederik Buys Ballot, nizozemski meteorolog (* 1817)
- 1906 – Lambert Einspieler, slovenski duhovnik, politik in organizator (* 1840)
- 1919 – Edward Charles Pickering, ameriški astronom, fizik (* 1846)
- 1924 – Thomas Woodrow Wilson, ameriški predsednik (* 1856)
- 1925 – Oliver Heaviside, angleški matematik, fizik, elektrotehnik (* 1850)
- 1929 – Milan Pugelj, slovenski pisatelj (* 1883)
- 1935 – Hugo Junkers, nemški inženir, izumitelj (* 1859)
- 1939 – Janez Frančišek Gnidovec, slovenski škof in Božji služabnik (* 1873)
- 1951 – Agust Horch, nemški industrialec (* 1868)
- 1959 – Charles Hardin Holley - Buddy Holly, ameriški glasbenik (* 1936)
- 1959 – Ritchie Valens - ameriški glasbenik (* 1941)
- 1959 – Jiles Perry "J.P." Richardson Jr - The Big Bopper, ameriški glasbenik (* 1930)
- 1964 – Clarence Irving Lewis, ameriški filozof (* 1883)
- 1989 – John Cassavetes, ameriški filmski igralec, filmski režiser (* 1929)
- 1997 – Bohumil Hrabal, češki pisatelj (* 1914)
- 2005 –
  - Ernst Mayr, nemško-ameriški biolog, raziskovalec in filozof znanosti (* 1904)
  - Zurab Žvanija, gruzinski predsednik vlade (* 1963)
- 2011 – Maria Schneider, francoska igralka (* 1952)
- 2013 – Danilo Kocjančič, slovenski glasbenik (* 1949)
- 2013 – Matija Duh, slovenski spidvej voznik (* 1989)
- 2021 – Marko Sosič, slovenski pisatelj in režiser (* 1958)

## Goduje
- sveti Teofan Vénard
- sveti Blaž
- sveti Odorik iz Pordenoneja